# Enorbel Márquez
Enorbel Márquez Ramírez (Palma Soriano, 11 dicembre 1974) è un giocatore di baseball e allenatore di baseball cubano naturalizzato tedesco.

## Carriera
Dopo aver giocato per tre stagioni a Santiago de Cuba, nel 2004 è volato in Germania firmando un contratto con i Solingen Alligators. È stato il primo giocatore della Bundesliga a stabilire un perfect game, in occasione della sfida del 25 maggio 2008 contro i Bonn Capitals. Con la squadra tedesca ha trascorso 6 annate. Il conseguimento del passaporto tedesco gli ha permesso di giocare anche nella Nazionale della Germania.
Nel 2010 Márquez si è trasferito al Rimini Baseball nonostante l'opposizione del Nettuno Baseball, che aveva aderito a vie legali reclamando la validità di una sua precedente procedura di tesseramento. A Rimini rimane complessivamente per 5 anni, fino al termine della stagione 2014.
Nel 2015, all'età di 40 anni, torna in Germania per ricoprire più ruoli: quello di giocatore dei Solingen Alligators (sua vecchia squadra) e quello di direttore sportivo e allenatore dei Berlin Flamingos, formazione impegnata in Regionalliga ovvero terza serie nazionale.
È tornato a giocare a Rimini nel 2018.